# Минаб
Мина́б (перс. میناب‎) — город на юге Ирана, в провинции Хормозган. Административный центр шахрестана Минаб. Второй по численности населения город провинции.

## География
Город находится на юге центральной части Хормозгана, на равнине Гермсир, на высоте 159 метров над уровнем моря.
Минаб расположен на расстоянии приблизительно 70 километров к востоку от Бендер-Аббаса, административного центра провинции и на расстоянии 1085 километров к юго-востоку от Тегерана, столицы страны.
Ближайший аэропорт располагается в городе Бендер-Аббас.

## Население
По данным переписи, на 2006 год население составляло 54 623 человека; в национальном составе преобладают представители ираноязычной народности башкарди (носители диалекта минаби), в конфессиональном — мусульмане-шииты.
| 1986   | 1991   | 1996   | 2006   | 2012   |
| ------ | ------ | ------ | ------ | ------ |
| 26 705 | 32 943 | 44 817 | 54 623 | 62 873 |

## Достопримечательности
В двух километрах к востоку от города, на одноимённой реке, расположено живописное водохранилище, обеспечивающее водой близлежащие населённые пункты. Также историко-культурную ценность имеют развалины крепости Хезаре.